# فريدريك هارولد
فريدريك هارولد (5 سبتمبر 1888 في المملكة المتحدة - 17 فبراير 1964 في المملكة المتحدة) (بالإنجليزية: Frederick Harold)‏ هو لاعب كريكت بريطاني وبريطاني (وحمل سابقاً جنسية المملكة المتحدة لبريطانيا العظمى وأيرلندا). لعب مع نادي مقاطعة هامبشاير للكريكت ‏.

## وصلات خارجية
- فريدريك هارولد على موقع إي آس بي آن كريك إنفو (الإنجليزية)